# NSB 24
Паровоз NSB 24 — норвежский грузовой паровоз с осевой формулой 1-4-0 производившийся с 1909 по 1921 год.
Прототипом для него служил тип NSB 22. Строился и использовался этот паровоз как грузовой. Он имел котёл с хорошей паропроизводительностью и мощную паровую машину, но при этом меньший, чем у пассажирских паровозов, диаметр колёсных пар, что давало выигрыш в силе тяги.
Паровоз с номером 236 находился в эксплуатации вплоть до 1970 года, а затем был отставлен от работы и сохранён Норвежским железнодорожным клубом. В 1978 году, в рамках празднования 100 летия железнодорожной линии Jæren Line (норв. Jærbanen) он был доставлен в город Ставангер, отремонтирован и вновь стал работоспособен. До 1981 года это был единственный работоспособный паровоз в Норвегии, поэтому он становился героем телепрограмм, его снимали в кино. Сейчас NSB 24 с номером 236 ежегодно используется с ретро-поездами.